# North Fair Oaks
North Fair Oaks ist ein census-designated place (CDP) im San Mateo County im US-Bundesstaat Kalifornien mit 14.027 Einwohnern (Stand: 2020) auf einer Fläche von 3,0 km². 
In unmittelbarer Umgebung sind die Städte Redwood City, Atherton und Menlo Park zu finden. Aufgrund der zahlreichen mexikanisch gestylten Wohngebäude wird die Gegend um die Stadt auch nach einer mexikanischen Provinz als Klein-Michoacan bezeichnet.